# Philomelos (Phoker)
Philomelos (altgriechisch Φιλόμηλος; † 355 v. Chr. bei Neon in Phokis) war Feldherr der Phoker und ihr erster militärischer Anführer während des Dritten Heiligen Kriegs. Nach anfangs erfolgreicher Kriegführung, die ihm mit Hilfe eines durch Plünderung des Schatzes des delphischen Heiligtums finanzierten großen Söldnerheers gelang, verlor er die Schlacht bei Neon gegen eine zahlenmäßig überlegene Armee der Boioter und stürzte sich in einen Abgrund.

## Leben

### Abstammung; Rolle beim Ausbruch des Dritten Heiligen Kriegs
Philomelos stammte aus dem Ort Ledon in Phokis und war Sohn des Theotimos. Die Hauptquelle für sein Leben stellt ein Abschnitt des 16. Buchs der Historischen Bibliothek des antiken griechisch-sizilischen Geschichtsschreibers Diodor dar. In dessen Darstellung finden sich offensichtliche Wiederholungen. Eduard Schwartz führt sie darauf zurück, dass bei Diodor ein doppelter Bericht infolge des Wechsels seines Gewährmanns vorliege. Diodor habe zunächst den Bericht des Ephoros von Kyme benutzt, dessen Geschichtswerk kurz nach der Schilderung der Einnahme Delphis durch die Phoker endete. Daher habe er für die weitere Darstellung eine andere, zeitlich weiterreichende Quelle verwenden müssen. Doch habe er nicht vermocht, die beiden Berichte nahtlos aneinander anschließen zu lassen.
Über das frühe Leben von Philomelos ist nichts bekannt. Bereits vor dem Ausbruch des Dritten Heiligen Kriegs hatte er sich jedenfalls eine große Machtstellung bei den Phokern verschafft. Der Anlass zu dieser militärischen Auseinandersetzung war eine von der pyläisch-delphischen Amphiktyonie auf ihrer Tagung im Frühjahr 356 v. Chr. verhängte hohe Geldstrafe gegen die Phoker, da diese widerrechtlich als sakral betrachtetes Ackerland in der Gegend der früheren Stadt Kirrha landwirtschaftlich nutzten. Tiefere Ursache des Konflikts waren aber neu entstandene Ressentiments der Thebaner gegen die Phoker. Philomelos riet seinen Landsleuten, den von ihm als ungerecht bezeichneten Urteilsspruch nicht zu befolgen; auch übersteige die Höhe der Geldbuße ihre Finanzmittel. Vielmehr forderte er unter Hinweis auf alte Ansprüche, dass die Phoker die Vorherrschaft über das Heiligtum in Delphi ausüben sollten. Die Phoker wählten ihn daraufhin zum Strategen mit unbeschränkter Vollmacht (Strategos autokrator). Dieses Amt war von so hoher Bedeutung, dass nicht nur Plutarch den Philomelos einen „Tyrannen“ der Phoker nennt, sondern auch Aischines sich in seiner Rede Über die Truggesandtschaft in Beziehung auf Philomelos und dessen Nachfolger derselben Bezeichnung bedient. Laut Polyainos habe Philomelos das Strategenamt in eine Tyrannis verwandelt.
Im Anschluss an seine Ernennung zum Strategen begab sich Philomelos nach Sparta. Dort überzeugte er König Archidamos III., dass sowohl die Phoker als auch die Spartaner von ungerechten Urteilen der Amphiktyonen betroffen seien. Archidamos gab die Zusicherung, dass er Philomelos – da er ihm im Augenblick noch nicht offen beistehen könne – insgeheim mit Söldnern und Geldmitteln unterstützen werde. Philomelos erhielt vom spartanischen König zunächst 15 Talente, die er zusammen mit Geldern aus seinem eigenen Vermögen zur Anwerbung eines Söldnerheeres verwendete, das er noch mit 1000 Phokern verstärkte. Mit dieser Truppenmacht vermochte er im Juli 356 v. Chr. Delphi und dessen Heiligtum zu besetzen. Ein Teil der Einwohner Delphis, die sogenannten Thrakiden, leistete Widerstand. Philomelos ließ sie töten und ihr Vermögen beschlagnahmen. Einen Angriff der Lokrer auf Delphi konnte er abwehren. Daraufhin ordnete er an, die amphiktyonischen Beschlüsse aus den Säulen, auf denen sie eingetragen waren, auszukratzen und die Verzeichnisse der von den Amphiktyonen Verurteilten zu vernichten. Zugleich proklamierte er, dass er weder den Tempel zu plündern noch eine andere gesetzwidrige Handlung zu begehen gedenke, sondern er wünsche nur die Wiederherstellung der Aufsicht der Phoker über das Heiligtum, die ihnen von alters her zukomme.

### Werben um Bündnispartner; Rekrutierung weiterer Söldner
Als Philomelos die Nachricht vom drohenden Angriff der Boioter auf Delphi erhielt, befestigte er die Stadt, warb neue Söldner für höheren Sold, rekrutierte überdies eine Anzahl tapferer Phoker und brachte auf die Weise eine Truppe von 5000 Kriegern zusammen. Von Delphi aus fiel er in Lokris ein, verwüstete einen großen Teil dieser Landschaft, belagerte aber eine dort gelegene Festung trotz wiederholter Angriffe vergeblich. Dennoch verschaffte er seinen Soldaten reiche Beute, kehrte nach Delphi zurück und zwang die Pythia, ihm über den Krieg zu weissagen. Unter der Drohung, ihr im Fall der Weigerung Gewalt anzutun, prophezeite die Priesterin, der delphische Apollon habe Philomelos ermächtigt, dass er tun dürfe, was er wolle. Diesen Spruch ließ Philomelos nachdrücklich allgemein bekanntmachen und sah auch in einem vermeintlich von Apollon gesandten Omen eine Stellungnahme des Gottes für ihn.
In Philomelos’ Auftrag reisten phokische Gesandtschaften nach Athen, Sparta, Theben und in andere bedeutende griechische Städte, um sich nochmals wegen der Besetzung des delphischen Heiligtums zu rechtfertigen. Philomelos ließ durch seine Gesandten wiederum ausrichten, er wolle sich nicht an den Tempelschätzen vergreifen und sei bereit, über diese Rechenschaft abzulegen; nur die Aufsicht über den Tempel nähmen die Phoker aufgrund alten Rechts in Anspruch; falls die Phoker bekriegt würden, sollten ihnen die genannten Städte helfen oder sich wenigstens neutral verhalten. Die Athener, Spartaner und einige andere Städte schlossen ein Bündnis mit Philomelos; die Boioter, Lokrer und weitere Stämme beschlossen dagegen die gemeinschaftliche Führung des Krieges gegen die Phoker.
Von vermögenden Einwohner Delphis verlangte Philomelos die Bereitstellung einer bedeutenden Geldsumme zur Anwerbung weiterer Söldner und Phoker, um den Krieg erfolgreich weiterführen zu können. Ein von Diodor berichteter erneuter erfolgloser Angriff der Lokrer auf Delphi ist eventuell eine Dublette der bereits oben erwähnten Attacke. Da zu den Böotern und Lokrern auch die Perrhäber, Dorer, Doloper und andere griechische Stämme als Feinde der Phoker traten, sah sich Philomelos zur nochmaligen Verstärkung seines Heers genötigt. Da er dies nur durch Auszahlung eines erhöhten Soldes erreichen konnte, musste er auf die delphischen Tempelschätze zugreifen. So gelang ihm die Aufstellung einer Armee von mehr als 10.000 Infanteristen und Reitern. Einen goldenen Lorbeerkranz, den die Lampsakener in Delphi als Weihgeschenk dargebracht hatten, soll Philomelos einer thessalischen Tänzerin namens Pharsalia geschenkt haben. Nach der Behauptung der Delphier habe er auch jenen goldenen Schild geraubt, den Krösus der Göttin Athene Pronoia als Weihgeschenk verehrt hatte.

### Fortführung des Kriegs; Tod
Philomelos drang mit seiner Armee in Lokris ein, besiegte hier in einem Reitergefecht die Lokrer und Boioter und schlug bald darauf beim – sonst nicht in der antiken Literatur erwähnten – Hügel Argolas Thessaler und deren benachbarte Verbündete, von denen etwa 6000 Mann nach Lokris gekommen waren. Die Phoker wurden nun durch 1500 Achäer aus dem Peloponnes, ihre Gegner aber durch 13.000 Boioter verstärkt. Einige phokische Söldner gerieten in die Gefangenschaft der Boioter und wurden unter Berufung auf den amphiktyonischen Beschluss, der die Todesstrafe über alle Helfer der phokischen Tempelräuber verhängte, getötet. Philomelos verfügte nun seinerseits die Hinrichtung von Kriegsgefangenen. In der Schlacht bei Neon am Parnass wurde er aber etwa im Herbst 355 v. Chr. von der Übermacht der Boioter schwer geschlagen und erlitt bei den Kämpfen selbst zahlreiche Wunden. Auf der Flucht wurde er in steiles Gelände gedrängt, sah keinen Ausweg mehr und stürzte sich, da er nicht in feindliche Hand geraten wollte, vom Felsen herab in den Tod. Nachfolger als Anführer der Phoker wurde Onomarchos.